# Asako Ideue
Asako Ideue (井手上 麻子 Ideue Asako?,  nacido el 5 de mayo de 1987 en Kagoshima) es una exfutbolista japonesa que jugaba como defensa.
En 2010, Ideue jugó 1 veces para la selección femenina de fútbol de Japón.

## Trayectoria

### Clubes
| Club             | País  | Año         |
| ---------------- | ----- | ----------- |
| TEPCO Mareeze    | Japón | ???? - 2011 |
| Nippon TV Beleza | Japón | 2011        |
| Vegalta Sendai   | Japón | 2012 - 2015 |

### Selección nacional
| Selección | País  | Año  |
| --------- | ----- | ---- |
| Absoluta  | Japón | 2010 |

## Estadística de equipo nacional
| Selección femenina de fútbol de Japón | Selección femenina de fútbol de Japón | Selección femenina de fútbol de Japón |
| Año                                   | Partidos                              | Goles                                 |
| ------------------------------------- | ------------------------------------- | ------------------------------------- |
| 2010                                  | 1                                     | 0                                     |
| Total                                 | 1                                     | 0                                     |